# Aspindza
Aspindza – osiedle typu miejskiego (daba) w Gruzji, w regionie Samcche-Dżawachetia. Ośrodek administracyjny gminy Aspindza. W 2014 roku miejscowość była zamieszkana przez 2793 osoby.
Pierwsze wzmianki o istnieniu miejscowości pochodzą z 888 roku n.e. 20 kwietnia 1770 w pobliżu miejscowości stoczono bitwę pod Aspindzą, w której gruzińskie wojska króla Herakliusza II pokonały Imperium Osmańskie. Gruziński poeta Besiki poświęcił temu wydarzeniu patriotyczną odę "O bitwie pod Aspindzą".
Aspindza leży na drodze nr 11, łączącej Achalciche z Achalkalaki i biegnącej dalej przez Ninocmindę do granicy z Armenią.